# Hjelmeland
Hjelmeland is een gemeente in de Noorse provincie Rogaland. De gemeente telde 2708 inwoners in januari 2017.

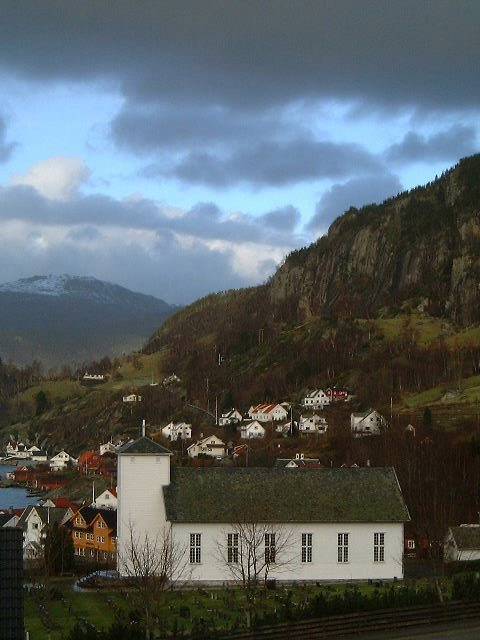

Hjelmeland behoort tot Ryfylke. Het grenst in het noorden aan Suldal, in het oosten aan Bykle, in het zuiden aan Forsand en Strand en in het westen aan Finnøy. Het administratieve centrum ligt in Hjelmelandsvågen. Bezienswaardig is de kerk.

## Plaatsen in de gemeente
- Hjelmelandsvågen
- Fister

Bjerkreim · Bokn · Eigersund · Gjesdal · Hå · Haugesund · Hjelmeland · Karmøy · Klepp · Kvitsøy · Lund · Randaberg · Sandnes · Sauda · Sokndal · Sola · Stavanger · Strand · Suldal · Time · Tysvær · Utsira · Vindafjord

Fylker van Noorwegen